# Iproca acuminata
Iproca acuminata là một loài bọ cánh cứng trong họ Cerambycidae.